# Chełminek
Chełminek (antes en alemán: Leitholm) es una pequeña isla deshabitada localizada en la laguna de Szczecin, en Polonia. Se encuentra ubicada en la desembocadura del río Oder (Odra) en la laguna, a la salida de agua Pape (Roztoka Odrzańska). Directamente al oeste de la isla, la ruta de navegación principal pasa a través del río hacia el puerto de Stettin (Szczecin). En el extremo norte y en el extremo sur de la isla se encuentran faros. La isla está deshabitada.
La isla fue en la segunda mitad del siglo XIX creada artificialmente con el fin de evitar la sedimentación en las tierras cercanas.